# Matías Rosales
Matías Gabriel Rosales (General Alvear, 15 marzo 2005) è un calciatore argentino, centrocampista del Sarmiento (J).

## Carriera
Rosales è cresciuto nel settore giovanile del Sarmiento (J), con cui ha debuttato il 4 giugno 2024 nell'incontro di Primera División vinto 1-0 contro il San Lorenzo. Il 12 luglio seguente ha firmato il suo primo contratto professionistico con il club biancoverde.

## Statistiche

### Presenze e reti nei club
Statistiche aggiornate al 24 luglio 2024.
| Stagione        | Squadra         | Campionato      | Campionato | Campionato | Coppe nazionali | Coppe nazionali | Coppe nazionali | Coppe continentali | Coppe continentali | Coppe continentali | Altre coppe | Altre coppe | Altre coppe | Totale | Totale | Totale |
| Stagione        | Squadra         | Comp            | Pres       | Reti       | Comp            | Pres            | Reti            | Comp               | Pres               | Reti               | Comp        | Pres        | Reti        | Pres   | Reti   |        |
| --------------- | --------------- | --------------- | ---------- | ---------- | --------------- | --------------- | --------------- | ------------------ | ------------------ | ------------------ | ----------- | ----------- | ----------- | ------ | ------ | ------ |
| 2024            | Sarmiento (J)   | PD              | 4          | 1          | CA+CdL          | 0               | 0               |                    | -                  | -                  |             | -           | -           | 4      | 0      |        |
| Totale carriera | Totale carriera | Totale carriera | 4          | 1          |                 | 0               | 0               |                    | -                  | -                  |             | -           | -           | 4      | 0      |        |